# 土屋慶太
土屋 慶太（つちや けいた、1978年12月19日 - ）は、日本の元サッカー選手、現サッカー指導者。静岡県清水市（現・静岡市）出身。

## 略歴
清水市立江尻小学校（現・静岡市立清水江尻小学校）に入学後、江尻サッカースポーツ少年団でサッカーを始め、地元の小学生選抜チームである清水FCにも選出される。清水市立第一中学校（現・静岡市立清水第一中学校）、静岡県立清水東高等学校を経て、信州大学の教育学部に進学する。
大学卒業後の2001年、ドイツに渡り、1.FCザールブリュッケンや1.FCライムスバッハでプレーをし、2003年にチェコ２部リーグのボヘミアンズ・プラハに移籍する。2004年、ドイツに戻ったあと、1.FCライムスバッハやEGCヴィルゲスで選手としてプレーをしながら下部組織の指導に携わり、ドイツC級とB級（UEFA-B級）指導者ライセンスを取得する。
2009年に帰国後は、千葉県のフッチスポーツクラブ、東京都の修徳高校男子サッカー部を指導し、2012年にドイツA級（UEFA-A級）指導者ライセンスを取得する。2014年に東京23フットボールクラブトップチームのヘッドコーチに就任し、大人から子供まで様々なカテゴリーの指導に携わっている。2014年にブンデスリーガ・シャルケ04サッカースクール日本キャンプのコーチも務める。
2018年から東京23FCの監督に就任。2019年5月28日、成績不振により東京23FCの監督を退任した

## 所属クラブ
- 2001年 - 2002年  1.FCザールブリュッケン
- 2002年 - 2003年  1.FCライムスバッハ
- 2003年 - 2004年  ボヘミアンズ・プラハ
- 2004年 - 2006年  1.FCライムスバッハ
- 2006年 - 2009年  SpVgg EGCヴィルゲス（英語版）

## 指導歴
- 2004年 - 2006年  1.FCライムスバッハ U-15コーチ
- 2009年　　　　　 SpVgg EGCヴィルゲス セカンドチーム/U-15コーチ
- 2009年 - 2011年  フッチスポーツクラブ ヘッドコーチ
- 2011年 - 2014年  修徳高校 コーチ
- 2014年 - 2017年  東京23フットボールクラブ ヘッドコーチ
- 2018年 - 2019年5月　 東京23フットボールクラブ 監督

## 著書
- 『サッカー1対1　トレーニングメニュー集』(ベースボール・マガジン社)2013年刊 ISBN 9784583105314
- 『ドイツ流　サッカーライセンス講座』（ベースボール・マガジン社）2015年刊行 ISBN 9784583107677
- 『ファーストタッチ　ボールコントロールから次のアクションへ』（ベースボール・マガジン社）2016年刊行 ISBN 9784583110257